# Hawker 400
Le Hawker 400 est un petit avion biréacteur d’affaires pour deux pilotes et cinq à sept passagers conçu par Mitsubishi. Le programme a été vendu en 1985 à Beech Aircraft Company, alors une division de Raytheon Company. En 2007 Raytheon a revendu sa division aviation légère au groupe canadien Onex Corporation avec une forte participation de la banque d’affaires Goldman Sachs. Depuis 2003 cet appareil est produit et commercialisé sons le nom de Hawker 400. Il a donné lieu à une version militaire désignée T-1A Jayhawk aux États-Unis et T-400 au Japon. 

## Le Mitsubishi MU-300 Diamond

### Origine et développement
En 1977 Mitsubishi Heavy Industries a lancé le développement d’un petit biréacteur destiné à compléter vers le haut la gamme de ses avions d’affaires MU-2. Un premier prototype prit l’air à Nagoya le 29 août 1978. Il a été rejoint début 1979 par un second prototype, ces deux appareils accumulant 185 heures de vol au Japon. Durant cette première tranche d’essais une quille ventrale fut ajoutée à l’avion. 
Cet avion étant destiné essentiellement au marché américain, Mitsubishi prévoyait de produire les appareils au Japon puis de les acheminer démontés vers son usine de San Angelo, au Texas, où Mitsubishi Aircraft International devait assurer le montage final des biréacteurs et la livraison. La production devait atteindre huit appareils par mois en avril 1982. Les deux prototypes furent donc démontés et envoyés fin 1979 à San Angelo, afin d’y subir les épreuves de certification de la FAA, attendue pour début 1981. Le programme a alors accumulé les retards en raison de modifications exigées par la FAA, comme le renforcement des nacelles et de l’arrière du fuselage pour prévenir tout risque en cas de rupture d’une ailette du réacteur ou le doublement de certains circuits électriques et hydrauliques. Devenu entre-temps Diamond I, le biréacteur Mitsubishi fut finalement certifié par la FAA le 6 novembre 1981 (A14SW) et les livraisons débutèrent en juillet 1982.

### Description
Monoplan à aile basse cantilever, fuselage pressurisé et train tricycle escamotable. Dessinée par ordinateur, la voilure en flèche offre un allongement de 7,5 pour un dièdre positif de 2,5° et est dotée d’un profil supercritique MAC510 pour minimiser la trainée. Sa structure repose sur deux longerons en U, situés à 15 et 60 % des cordes et recevant des nervures boulonnées sur les semelles supérieures. Elle comporte au bord de fuite des volets de très grand allongement, les ailerons ayant une envergure réduit compensée par la présence de spoilers de 6,3 cm de profondeur sur les 2/3 de l’envergure. Cette voilure est réalisée en deux éléments boulonnés sur un caisson renforcé situé sous le plancher de cabine afin d’avoir un plat sur toute la longueur de la cabine. Le fuselage est construit en deux demi-coques assemblées selon un axe horizontal, l’épaisseur du revêtement variant du simple au double selon les zones par usinage chimique. Les réacteurs Pratt & Whitney Canada JT15D-4 sont montés de part et d’autre du fuselage, à l’arrière. L'empennage est en T à forte flèche, l’incidence du plan horizontal étant réglable en vol. L’aménagement standard prévoyait deux pilotes et sept passagers dans la version initiale.

### Versions
- Mitsubishi Mu-300 Diamond I : Première version de série, réacteurs JT15D-4. 62 exemplaires (c/n A003S.A à A0064S.A) construits. 
  - Mitsubishi MU-300 Diamond IA : Nouvelle version, dotée de réacteurs JT15D-4D et d’un cockpit EFIS, avec une masse maximale portée à 7 361 kg, reconnaissable à un hublot supplémentaire à gauche. Annoncé en 1983, ce modèle fut livré à partir de 1984, 27 exemplaires (c/n A065S.A à A091S.A) étant construits.
- Mitsubishi MU-300-10 Diamond II : Avec une masse maximale autorisée au décollage ramenée à 7 157 kg mais des réservoirs agrandis et des réacteurs JT15D-5, ce nouveau modèle effectua son premier vol le 20 juin 1984 (N181MA) et fut certifié le 30 avril 1985. 11 exemplaires seulement furent construits(c/n A1001S.A à A1011S.A)[3]. Ils ont tous été mis au standard Model 400 (c/n RJ-1/11)[3].

## De Beechcraft à Hawker
Alors que Beech Aircraft Company ne cachait pas son intention de pénétrer le marché du jet d’affaires, rejoignant ainsi son concurrent Cessna, Mitsubishi annonça fin novembre 1985 son intention de fermer le 31 mars suivant l’usine de San Angelo. Celle-ci venait en effet de livrer son dernier MU-2 et le MU-300 se vendait mal, la firme japonaise ayant 16 Diamond IA non vendus à écouler. Un accord fut rapidement négocié entre Mitsubishi et Beechcraft. Initialement cet accord prévoyait la fourniture des cellules par Nagoya, Beech assurant l’assemblage et fournissant l’avionique, les moteurs et l’aménagement intérieur. Beechcraft pouvait aussi commercialiser l’appareil, rebaptisé Model 400 Beechjet, dans le monde entier, Japon excepté. 
Beechcraft souhaitant apporter quelques modifications de détail, standardisant en particulier certaines options du Diamond II (Réservoir de 363 litres dans le cône de queue, compartiment a bagages arrière...) une nouvelle certification fut obtenue (A16SW) le 1er avril 1986. Le premier appareil assemblé par Beechcraft sortit d’usine le 19 mai 1986, les livraisons débutant le mois suivant. 
Devenu Raytheon 400 Beechjet en 1994 avec la création de Raytheon Aircraft Company, le Beechjet devint un produit Hawker à partir de 2002.

### Versions
- Beechcraft Model 400 Beechjet : 54 appareils (c/n RJ-12/65)[6] similaires au Diamond II, produits à partir de sous-ensembles fournis par Mitsubishi. Les Diamond II furent transférés sous la même certification et tous mis au standard Beechjet[3].
- Raytheon 400A Beechjet : Au cours de la convention de la NBAA (en) qui se tint en octobre 1989 à Atlanta, Beechcraft annonça simultanément le transfert de la totalité de la production du Beechjet dans ses usines de Salinas et Wichita, et la sortie d’une nouvelle version du biréacteur : Le réservoir arrière était repositionné pour augmenter le volume en cabine, la masse au décollage portée à 7 293 kg, une avionique Collins Pro Line 4 et des écrans multifonction devenaient disponibles. En fait le premier Beechcraft 400A Beechjet avait pris l’air le 22 septembre 1989. La certification fut obtenue le 20 juin 1990 et début 1991 le carnet de commande atteignait 113 exemplaires. Après avoir racheté Hawker en 1993 à British Aerospace, la Raytheon Company, propriétaire de Beech Aircraft Corporation depuis 1980, décida le regrouper les deux entreprises sous l’appellation Raytheon Aircraft Company. Le 200e 400A civil, livré en octobre 1998, était donc un Raytheon 400A Bizjet. Un total de 353 exemplaires ont été construits jusqu’en 2003 (RK1/353)[6].
- Hawker 400XP : En 2002 Raytheon Aircraft décida de reprendre l’utilisation des marques Beechcraft et Hawker, dont elle était propriétaire, les appareils à hélice étant commercialisés sous le nom Beechcraft et les jets sous le nom Hawker pour une meilleure visibilité. À la même époque l’aménagement intérieur et l’aérodynamique du Model 400 fut revu en apportant au Beechjet un certain nombre d’éléments provenant du Hawker 800XP, et en 2003 le Hawker 400XP succéda donc au Model 400A sur les chaines de production. Il s’agit en fait d’une simple désignation commerciale, les documents officiels (certification) ne connaissant pas cette appellation. 241 appareils (RK-354/594)[6] avaient été vendus au 31 décembre 2009.
- Hawker 450XP : Ce nouveau modèle, équipé de réacteurs Pratt & Whitney PW535D développant 1 345 kgp, fut annoncé en octobre 2008 durant la convention du NBAA, mais le programme fut abandonné en juin 2009 en raison de la situation économique générale.
- Beechjet 400T : Fin août 1989 l’USAF finalisa la définition d’un nouveau type d’appareils d’entrainement[7]. Le Programme Tanker/Transport Training System (TTTS) prévoyait la mise en service en septembre 1992 d’un système complet d’entrainement des pilotes de transport et de ravitailleurs en vol. L’achat de 211 avions et 14 simulateurs de vol était envisagé, les avions devant être des appareils civils de série, adaptés aux besons de l’USAF, afin de réduire les couts d’achat et de maintenance[7]. Six constructeurs firent des offres : Gates (Learjet 31), Cessna (T-75), British Aerospace associé à Rockwell (BAe 125-800), IAI (Astra), Dassault (Falcon 100) et Beech Aircraft Company, dont le démonstrateur (N2886B) a pris l’air le 5 juillet 1991[5]. 
  - Beechcraft T-1A Jayhawk : Associée à McDonnell-Douglas[8], contractant principal chargé du système et à Quintron Corp pour le simulateur, Beech Aircraft Company fut déclarée vainqueur du programme TTTS en février 1990 et le premier T-1A a été remis à l’USAF le 17 janvier 1992[9], la première unité équipée étant le 52nd FTS/64th FTW de Reese AFB, au Texas. 180 appareils ont été livrés jusqu’en 1997 (serial 89-0284, 90-0400/0413, 91-0075/0102, 92-0330/0363, 93-0621/0656, 94-0114/0148 et 95-0040/0071, c/n TT-1/180). 178 sont en service en 2013[10]. Doté de réacteurs JT15D-5B, le T-1A est un Model 400A disposant d’une avionique spécifique en cabine et d’un équipement de ravitaillement en vol.
  - Beechcraft T-400 : Alors que la Force maritime d'autodéfense japonaise a rejeté le Beechjet au profit du Gates Learjet 36A, Mitsubishi et Beechcraft ont remporté en 1991 le programme TC-X portant sur un appareil d’entrainement destiné à la Force aérienne d’autodéfense. Similaires aux T-1A, les T-400 japonais se distinguent par l’utilisation de réacteurs JT15D-5F avec inverseurs de poussée, d’équipements de navigation intertiels, et d’équipements spécifiques. 13 exemplaires (41-5051/5055, 51-5056/5058, 71-5059, 01-5060 et 21-5061/5062, c/n TX-1/13) ont été livrés.

## Utilisateurs militaires
- États-Unis :

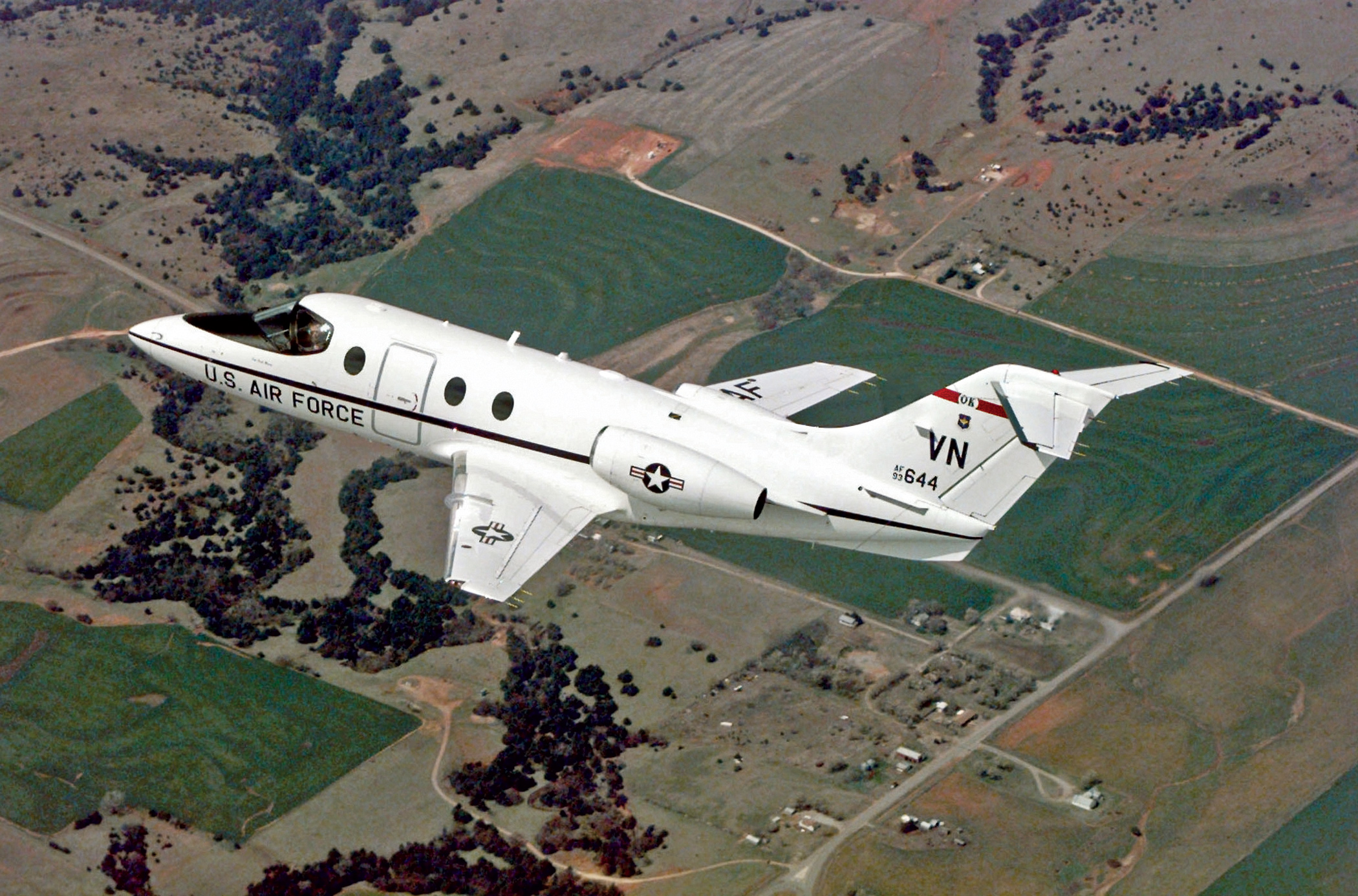
T-1A Jayhawk, USAF

  - United States Air Force : Air Education and Training Command 
    - 12th Flying Training Wing (Randolph Air Force Base, Texas), 99th Flying Training Squadron
    - 14th Flying Training Wing (Columbus Air Force Base, Mississippi), 48th Flying Training Squadron
    - 47th Flying Training Wing (Laughlin Air Force Base, Texas), 86th Flying Training Squadron
    - 71st Flying Training Wing (Vance Air Force Base, Oklahoma), 32d Flying Training Squadron
    - 340th Flying Training Group, Air Force Reserve Command : 5th Flying Training Squadron (Vance Air Force Base), 43d Flying Training Squadron (Columbus Air Force Base), 96th Flying Training Squadron (Laughlin Air Force Base), 100th Flying Training Squadron (Randolph Air Force Base).

- Japon :
  - Force aérienne d'autodéfense japonaise : Les T-400 sont utilisés par le 41 Kyoiku Hikotai stationné à Miho.

## Sources
1. ↑  Flight International no 3628 du 39 septembre 1978 p. 1264
2. 1 2 3 4 5 6  Whitaker
3. 1 2 3  Tcds A16SW
4. 1 2  Flight International no 3990 du 14 décembre 1985 p. 14
5. 1 2  AJ Pelletier p. 170
6. 1 2 3  Hawker Beechcraft Serialization list
7. 1 2  Defense Daily, septembre 1989
8. ↑  Flight no 4099 du 6 février 1988 p. 20
9. ↑  AJ Pelletier p. 171
10. ↑  (en) « Readiness declines in aging, overworked fleet », sur Air Force Times, 2 octobre 2013 (consulté le 30 octobre 2014).